# Hauchs Physiske Cabinet
Hauchs Physiske Cabinet er et videnskabshistorisk museum i Sorø, som rummer fysiske instrumenter samlet af Adam Wilhelm Hauch i perioden 1790-1815. Instrumenterne omfatter områderne: legemers almindelige egenskaber, statik og mekanik, hydrostatik og hydraulik, legemernes bestanddele, varmestoffet og lyset.

## Historie
Da A.W.Hauch i 1789 kom hjem fra en videnskabelige dannelsesrejse for at blive chef for Den Kongelige Stald-Etat, skulle han bo i Staldmestergården i Tøjhusgade i København. Han indrettede på første sal sit fysiske kabinet med de mange instrumenter, han havde anskaffet sig på sin rejse. Det var tænkt til egen fornøjelse og uddannelse, men blev hurtigt et tilløbsstykke, både for Københavns borgere og for rejsende. I 1815 solgte Hauch instrumenterne til Frederik VI. I 1827-28 kom samlingen til Sorø Akademi som en gave fra Frederik VI. A.W. Hauchs nevø Carsten Hauch, der netop var blevet ansat som lektor i naturvidenskab ved akademiet, skulle tage imod samlingen og benytte den i undervisningen. Hauchs Physiske Cabinet fik imidlertid en blandet modtagelse, og efterhånden fik apparaterne plads rundt omkring på lofter og pulterrum. Omkring 1900 blev der opført en ny bygning der skulle rumme Sorø Akademis mange samlinger, herunder Hauchs instrumentsamling. Efter få år blev de gamle apparater igen gemt af vejen, da en ny gymnasiereform indførte obligatoriske fysikforsøg, som krævede laboratorieplads og moderne apparatur.
I 1976 blev der mulighed for at flytte og opstille samlingen på Vænget. I 2005 kunne der åbnes for en nyopstilling takket være støtte fra bl.a. undervisningsministeriet, Villum Kann Rasmussen Fonden og Stiftelsen Sorø Akademi.